# Teoria dei disegni

Il piano di Fano è un 2-disegno di parametri (7, 3, 1)

Un {\displaystyle t-(v,k,\lambda )}-disegno con {\displaystyle t\leq k\leq v} è una coppia ordinata {\displaystyle (V,B)} in cui V è un insieme di
cardinalità {\displaystyle v>0} di elementi detti vertici o punti e B è una famiglia di parti di V ciascuna
di cardinalità k dette blocchi e non necessariamente distinte con la proprietà che ciascuna
t-upla di vertici è contenuta in esattamente {\displaystyle \lambda } blocchi. Ad un {\displaystyle t-(v,k,\lambda )}-disegno si può
associare una matrice di incidenza {\displaystyle A=(a_{ij})} dove {\displaystyle a_{ij}=1} se il blocco j contiene il
vertice i e {\displaystyle a_{ij}=0} altrimenti.
Un {\displaystyle t-(v,k,\lambda )}-disegno con t = 2 e k < v si chiama {\displaystyle (v,k,\lambda )} BIBD o {\displaystyle (v,k,\lambda )} disegno. Un
disegno con blocchi di cardinalità {\displaystyle k_{1},k_{2},\ldots ,k_{n}} si chiama {\displaystyle (v,\{k_{1},k_{2},\ldots ,k_{n}\},\lambda )} PBD.
Un {\displaystyle t-(v,k,\lambda )}-disegno con {\displaystyle \lambda =1} si chiama sistema di Steiner {\displaystyle S(t,k,v)} . In particolare un sistema di Steiner {\displaystyle S(2,3,v)} si chiama sistema di terne di Steiner, mentre un sistema di Steiner {\displaystyle S(3,4,v)} si chiama sistema di quaterne di Steiner.